# 皇氏集团
皇氏集团股份有限公司，简称皇氏集团（深交所：002329），是中华人民共和国的一家以食品饮料为主业的企业，总部位于广西壮族自治区南宁市，成立于2001年。公司业务以乳业为主，另从事信息业务，在2014年至2019年间亦曾从事影视业务。

## 历史

### 初创
皇氏集团创始人为黄嘉棣，1984年毕业于广西大学土木系工业与民用建筑专业，分配到广西建筑工程设计院工作，后获评中级工程师。1990年代，黄嘉棣离开广西来到深圳，进入深圳保税区开发有限公司工作，任项目经理。而已成为经营部经理的黄嘉棣在偶然间得知一个朋友有一批从爱尔兰进口的奶粉找不到销路，由此黄嘉棣开始做起了乳品代理生意，正式进入乳业事业。2001年，广西政府派人去深圳招商，黄嘉棣立即前往招商会。在招商会上，他认为广西的乳品企业依旧集中在中低端市场，而中高端乳品有巨大潜力。在政府的扶持下，广西政府将南宁罐头厂下属开工不足的的饮料厂生产基地租给黄嘉棣，同时给予政策照顾，帮助黄嘉棣进口生产所需的进口设备。
2001年5月31日，广西皇氏生物工程乳业有限公司注册成立，不久后在南宁市新阳路附近建起乳制品生产基地。同年11月，公司8000多平方米的生产及办公用房改建项目完成，同时引进安装设备，并从上海、北京和广州等地请来国内知名的乳品技术专家和营销大师加入公司。黄嘉棣还在上思县建立了十万大山1500头存栏奶牛的养殖基地。12月19日，皇氏乳业正式投产，年底便开始盈利。
2002年，黄嘉棣运用“2:8工作法”的经营模式，以酒楼、饭店和超市为销售据点带动产品的消费和品牌传播，同时还举办购牛奶有奖活动，以此扩大皇氏品牌在南宁的知名度和销量。同年，皇氏乳业先后推出水牛奶和瓶装鲜奶，以南宁为中心在广西各地铺开销售网点。水牛奶产品除投放南宁市场外还销往香港。2004年，皇氏乳业销售超过亿元大关；2005年成为广西的乳业龙头。此后黄嘉棣投入4500万元购进先进设备，并成立了畜牧公司和销售公司，以扩大市场。皇氏乳业还相继在来宾、南宁和武鸣等地建立了11个奶源养殖基地，广西有1500多户农民加盟皇氏乳业的奶源养殖基地，确保了奶源供应稳定和产量。2005年10月，黄嘉棣在南宁高新区建成了年产10万吨乳品的新工厂。2006年11月12日，公司改制为股份有限公司。
2010年，皇氏乳业在深圳证券交易所上市，成为中国第四家乳品行业的A股上市公司，黄嘉棣也被誉为中国“水牛奶之王”。

### 多元化发展
虽然皇氏品牌在广西具有知名度，但品牌影响力始终未能覆盖北京、上海等一线国际大都市。因此在2012年，皇氏集团尝试进入北上广深等一线城市市场。但在激烈的市场竞争下，加上经营策略失误，导致皇氏集团未能顺利进入一线城市市场。直至2014年，黄嘉棣在观看《变形金刚4》期间，发现片中的植入广告后，便有了涉足影视产业的想法。2014年11月，皇氏集团宣布收购御嘉影视集团有限公司100%股权，正式跨界影视行业。皇氏集团表示，公司乳制品业务可依托御嘉影视强大的宣传、渠道优势，通过电视剧、舞台剧植入广告等方式，进一步拓展销售领域；另一方面，涉足食品业之外的业态有助于公司避免因主营业务单一而带来的市场波动风险。而得益于影视行业发展红利，从2014年至2016年，皇氏集团的营业收入从11.3亿元猛增至24.46亿元。而后，皇氏又先后收购盛世骄阳、北广高清等影视传媒公司。2014年12月31日，公司更名为“皇氏集团股份有限公司”，简称皇氏集团。
2015年1月26日，皇氏集团与韩国MG公司、李仁浩在韩国首尔签署了《皇氏集团股份有限公司与MACROGRAPH股权投资及合资公司项目框架协议》，皇氏集团共计出资8000万元，取得MG公司40%的股权以及双方合资中国公司40%的股权。
自2017年起，随着影视产业的监管升级，出现了如成本升高、产能过剩等问题，皇氏集团的影视业务开始走下坡路。与此同时，皇氏集团先后投资的多家企业出现多起问题，包括御嘉影视原股东陷入经济纠纷股权被冻结，以及盛世骄阳实际负责人违规减持而遭深交所批评。2018年5月7日，皇氏集团宣布拟以8.12亿元的价格出售全资子公司北京盛世骄阳文化传播有限公司100%股权。2019年5月29日，深交所就皇氏集团的年报发过问询函，重点关注子公司御嘉影视的经营情况，要求年审会计师对影视业务营业收入的真实性发表明确意见。6月6日，公司签约会计师事务所中喜会计事务所回复称，皇氏集团的影视制作、广告传媒业务收入同比下降近6成，主要原因是公司转让了盛世骄阳100%股权，以及御嘉影视的商誉减值。而后，皇氏集团重新回到主业乳业发展，将影视板块完全剥离。根据公司公告，皇氏集团以皇氏御嘉影视全部股权出资，东岳数智股权基金以60,500万元人民币现金出资，上海喜楠企业管理中心以100万元人民币现金出资，共同成立泰安数智城市运营有限公司。交易完成后，皇氏集团持有数智运营公司49.50%股权，数智运营公司成为公司的参股公司，公司不再直接持有皇氏御嘉影视股权。
2020年3月20日，皇氏集团宣布与商汤科技在人工智能关键领域开展深度、立体的合作，但在2021年，皇氏集团营业收入为25.69亿元，同比增长3.15%，净利润-4.72亿元，同比减少244.01%。皇氏集团方面坦言，受疫情及成本大幅提升等影响，信息板块业绩不理想。后皇氏集团在人工智能方面再无任何有进展的消息。
在2021年财报中，皇氏集团透露，为响应“碳达峰”、“碳中和”战略，公司将充分利用现有的及未来新建的厂房、牧场进行光伏资源利用开发。2022年1月，皇氏集团成立控股子公司皇氏农光互补（广西）科技有限公司，正式进入光伏行业。2022年8月23日，皇氏集团发布公告称，皇氏农光与阜阳经济技术开发区管理委员会签署《战略合作协议》，拟投资100亿元高效太阳能电池与2GW组件项目。此番投资引发投资界质疑，深交所也对皇氏集团发布关注函，要求说明公司是否存在利用信息披露配合二级市场炒作的情形。不过舆论认为，皇氏集团是以终端资源换取了制造业务的市场，而当初诸多针对黄嘉棣与皇氏集团的负面舆论逐渐消失。
2022年1月22日，君乐宝与皇氏集团达成战略合作，皇氏集团邀请君乐宝战略入股皇氏来思尔乳业，双方将在养殖、育种、加工、研发、精细化管理等多个领域加深交流与合作。

## 业务与产品
截至2021年，皇氏集团主要业务为乳品业务及信息业务。

### 乳品业务
皇氏集团的乳品业务为公司的核心业务，业务涵盖从牧草种植到奶牛养殖、乳品加工、销售服务的全产业链，产品有水牛奶、发酵乳、巴氏鲜奶等，代表产品有摩拉菲尔纯水牛奶、饭不着、摩菲水牛纯牛奶、一只水牛系列，拥有皇氏乳业、来思尔LESSON、优氏、遵义、杨森乳业5个主要品牌。而酸奶类产品也是公司的核心产品，旗下皇氏来思尔是中国创新型采用自主选育乳酸菌生产酸奶的规模化乳制品企业，其酸奶类产品的生产研发水平在中国处于前列。
截至2021年，皇氏集团共有5家公司生产乳品，包括广西皇氏乳业有限公司、云南皇氏来思尔乳业有限公司、云南皇氏来思尔智能化乳业有限公司、皇氏集团湖南优氏乳业有限公司以及皇氏集团遵义乳业有限公司。公司在进一步扩大原有四大核心基地市场产销规模的同时，加快湖南、贵州、长三角、大成渝、大湾区等新区域的市场扩张。

### 信息业务
皇氏集团的信息业务主要由子公司完美在线、筑望科技运营，业务范围包括短信、客服、电商、智能化等，主要服务于金融、互联网、通信业、电子商务、公共事业、现代物流等多个行业。

### 影视业务（已剥离）
皇氏集团于2014年收购御嘉影视集团有限公司100%股权，正式跨界影视行业，其后又收购了两家影视公司。2019年，皇氏集团将影视板块完全剥离，旗下的皇氏御嘉影视也不再由皇氏集团直接控股。皇氏御嘉影视曾先后出品过《我爱男保姆》、《我爱男闺蜜》、《云巅之上》、《生于70年代》、《大男大婚》、《你和我的倾城时光》等电视剧。

## 争议
2022年9月，一网民在社交平台发布视频称，皇氏集团旗下的一款酸奶的配料表页面显示，其添加的一款益生菌菌株是从广西巴马县百岁老人肠道采集筛选的。而皇氏集团官网上的一篇文章曾介绍称，鼠李糖乳杆菌hsryfm1301是公司历经多年开发的具有自主知识产权的益生菌，菌种采集自广西巴马百岁老人的生活环境。然而“鼠李糖乳杆菌”专利详情中并没有关于菌株采集方式和采集来源的说明，也未提及该益生菌菌株是由“百岁老人肠道”采集，仅表示“采集广西巴马长寿村中长寿人群及家族人群样品”，存在误导性。皇氏集团工作人员表示，上述酸奶产品上的宣传用语过于直白，对此表示歉意，已就此事向领导反映，准备对宣传语进行优化和改进。